# Polycaon chilensis
Polycaon chilensis är en skalbaggsart som först beskrevs av Wilhelm Ferdinand Erichson 1834.  Polycaon chilensis ingår i släktet Polycaon och familjen kapuschongbaggar. Inga underarter finns listade i Catalogue of Life.

## Bildgalleri

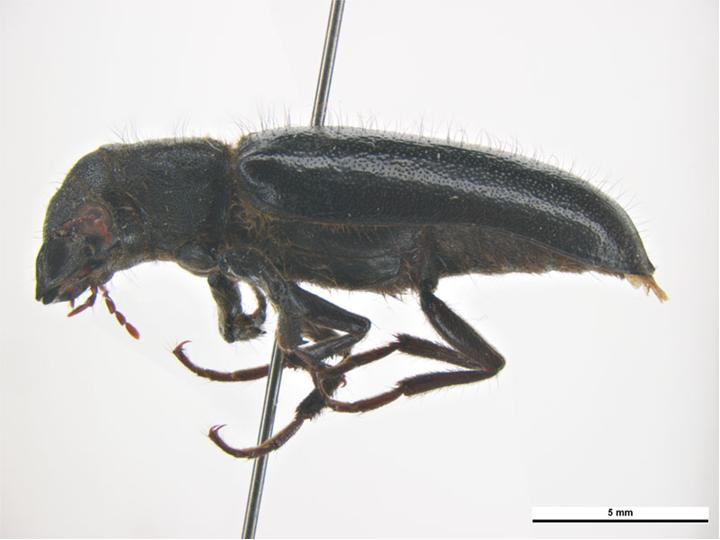